# Besserer (preußisches Adelsgeschlecht)

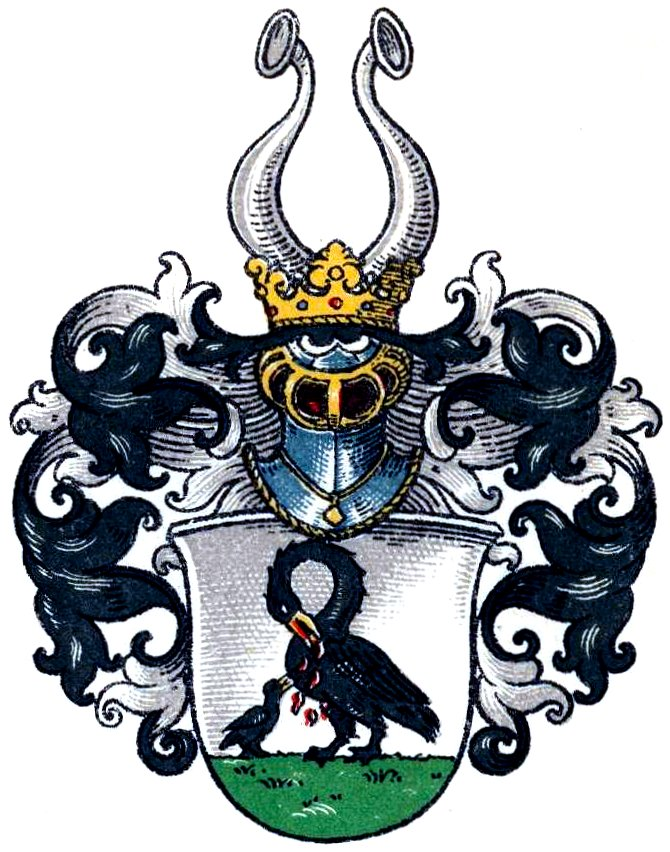
Wappen derer von Besserer bei Spießen

Die Herren von Besserer (auch: Besserer-Dahlfingen oder Besserer von Dahlfingen) waren ein preußisches Adelsgeschlecht.

## Geschichte
Laut Spießen war die geadelte Familie in Osnabrück ansässig. An anderer Stelle wird von einem in Überlingen ansässigen Geschlecht derer von Besserer berichtet, das nach einem Siegel des 15. Jahrhunderts einen Pelikan im Wappen führte, im Gegensatz zu dem in Ulm ansässigen, einen silbernen Becher im schwarzen Schild führenden Besserer von Thalfingen.
Zur Pelikan-führenden Familie gehörte u. a. Ludwig (Louis) Besserer von Dahlfingen (1809–1858), Königlich-Preußischer Major und Direktor der Divisionsschule Neisse, verheiratet mit Theresa von Eichendorff (1817–1894), Tochter von Joseph von Eichendorff. Ludwig Besserer von Dahlfingen und Therese von Eichendorff hatten folgende Kinder: Otto (1838–1911), Anna (1840–1906), N.N. (*/† 1843), Maximilian (1845–1874), Königlich-preußischer Leutnant, Angehöriger der päpstlichen Garde, N.N. (*/† 1848), N.N. (*/† 1850), Helene (1852–1918).

## Wappen
In Silber auf grünem Rasen ein schwarzer Pelikan, der mit seinem Blut sein Junges füttert. Auf dem gekrönten Helm zwei silberne Büffelhörner. Die Helmdecken sind schwarz-silber.
Weitere Wappendarstellungen mit teilweise abweichenden Wappenelementen, Tingierungen und Helmzieren:

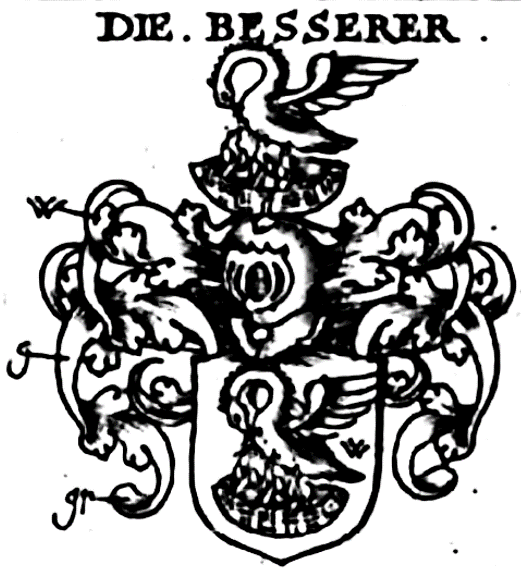
Wappen derer von Besserer bei Siebmacher
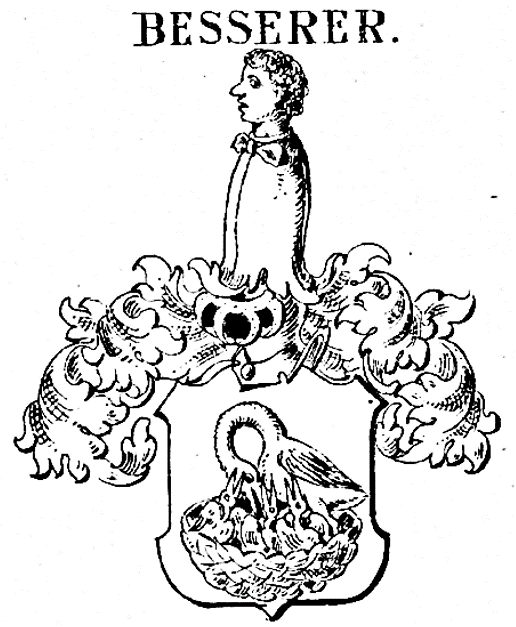
Wappen derer von Besserer bei Siebmacher
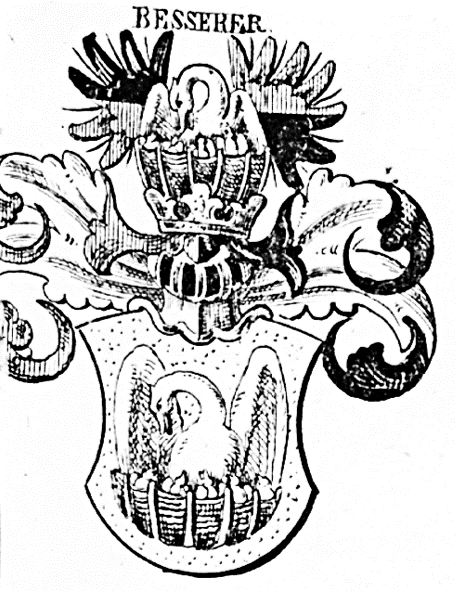
Wappen derer von Besserer bei Siebmacher